# 格拉斯哥市政厅

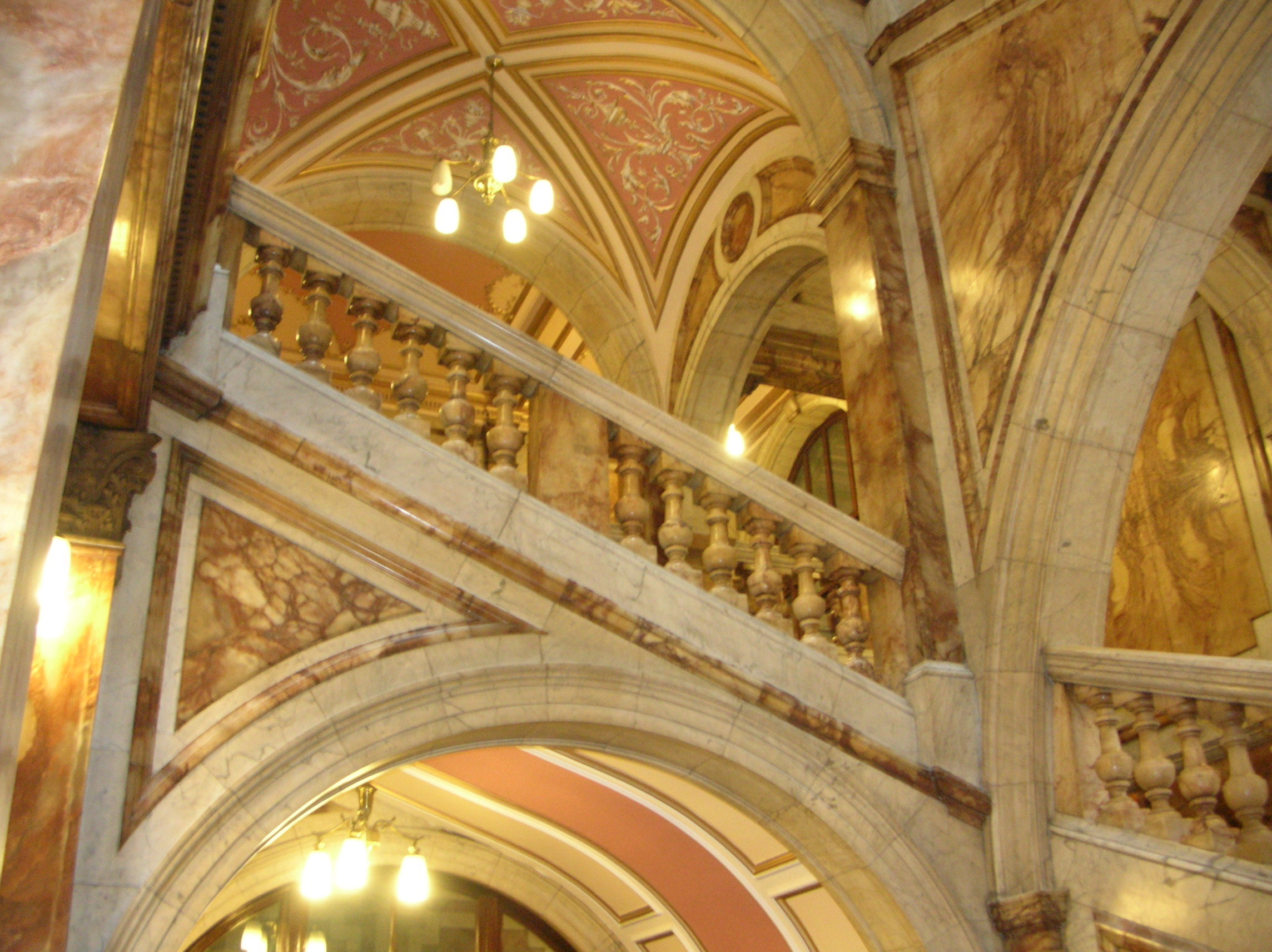
卡拉拉大理石楼梯

格拉斯哥市政厅（City Chambers），位於苏格兰格拉斯哥，是自1996年以来充当该市的市议会总部，而之前自1889年则充当该市的市政府。市政厅位于乔治广场的东侧。这座建筑建于1882年到1888年间，建筑师是威廉·杨（William Young），是维多利亚市政建筑的著名例证。1888年8月，由维多利亚女王揭幕，1889年10月，市议会在市政厅内召开第一次会议。这座建筑最初面积为5016平方米。1923年，在东侧的约翰街扩建部分完成，一幢大厦延长开放，1984年，在乔治街又完成了交易厅（Exchange House），使得市政厅建筑群的规模达到14,000平方米。
该建筑是意大利文艺复兴风格的建筑，华丽的装饰用来表达这座大英帝国第二大城市的财富和工业出口带来的经济繁荣。
入口大厅的地板上表现该市的城徽图案，描绘关于格拉斯哥的主保圣人圣蒙哥（Saint Mungo）的传说，以及四个标志 - 鸟，树，钟，和鱼 - 如下面的诗句： 
这是永远不会飞的鸟
这是永远不长大的树
这是永远也不响的钟
这是永远也不游的鱼